# Vlag van Schermer (gemeente)

Vlag van de gemeente Schermer

De vlag van de gemeente Schermer is de vlag van de voormalige Noord-Hollandse gemeente Schermer. Het dundoek werd op 30 mei 2000 bij raadsbesluit aangesteld als de gemeentelijke vlag.

## Beschrijving
De vlag heeft de volgende beschrijving:
Twee banen van gelijke lengte, blauw met boven vier in het midden verbonden en als schuinkruis geplaatste gele molenwieken en beneden een witte snoek, en groen en over de scheidingslijn een gele vluchtkeper.
De vlag is verticaal in twee gelijke delen gedeeld: aan de broeking (kant van de vlaggenmast) blauw en aan de vluchtzijde groen. Bovenin in het blauwe vlak gele molenwieken en daaronder een witte snoek. In het groene vlak geen symbolen, maar de scheidingslijn is bedekt door een gele keper.

## Symbolen
Op de vlag staan twee symbolen die uit het gemeentelijk wapen afkomstig zijn en een symbool is gedeeltelijk van het wapen overgenomen. De kleuren komen van de vlag van het voormalige waterschap De Schermeer.
Wieken
De wieken komen van de poldermolen op het wapen.
Snoek
De snoek op het wapen van de gemeente is van zilver, wat in een vlag als wit terugkomt, echter die heeft rode vinnen en staart
Keper
De keper op de vlag is geel, maar de kepers op het wapen zijn rood. Daarnaast is deze keper naar de vlaggenmast gericht terwijl die op het wapen naar beneden gericht zijn.

Het wapen van Schermer